# Tinodes israelicus
Tinodes israelicus là một loài Trichoptera trong họ Psychomyiidae. Chúng phân bố ở miền Cổ bắc.